# Лужна випічка

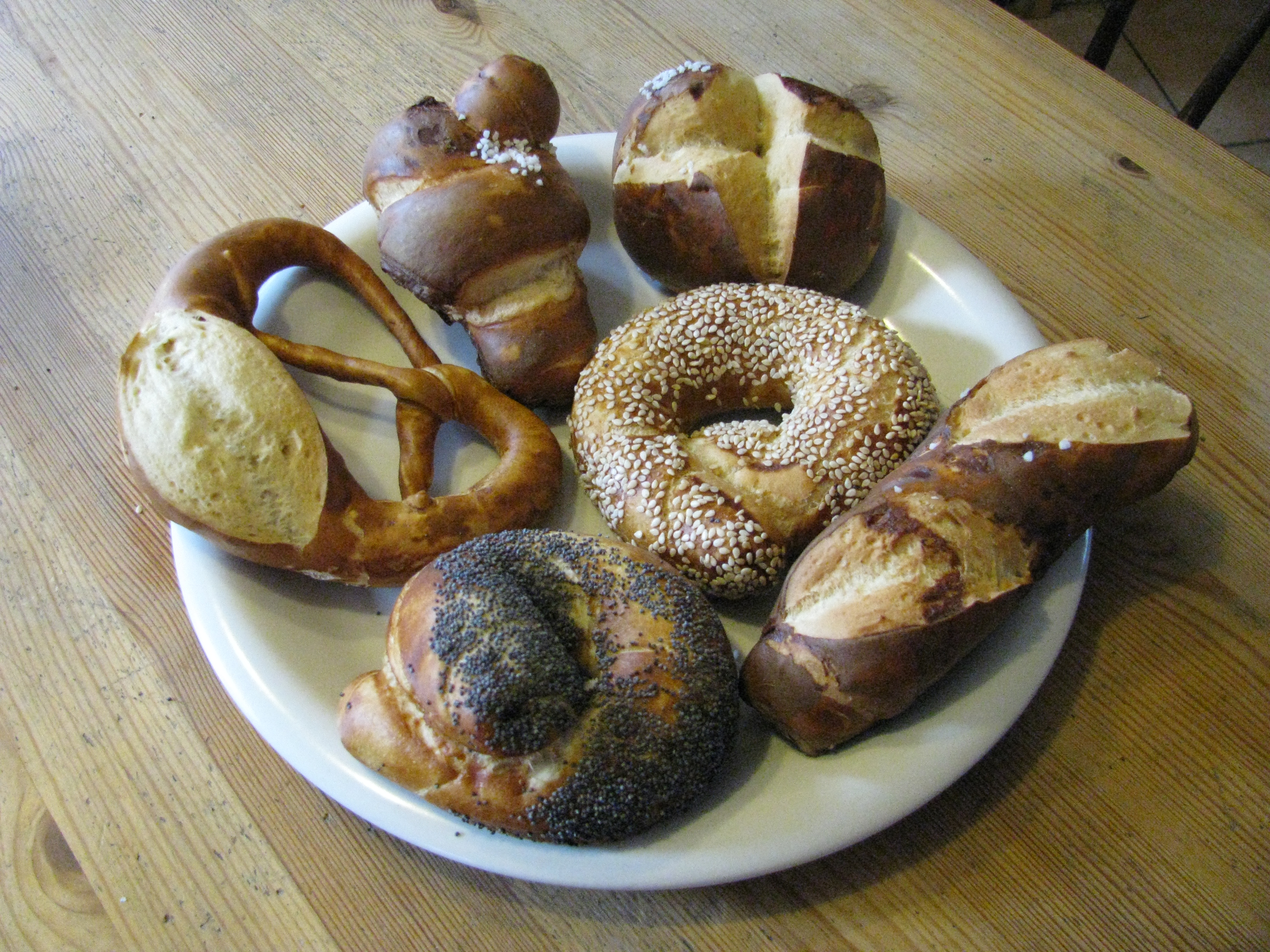
Лужна випічка

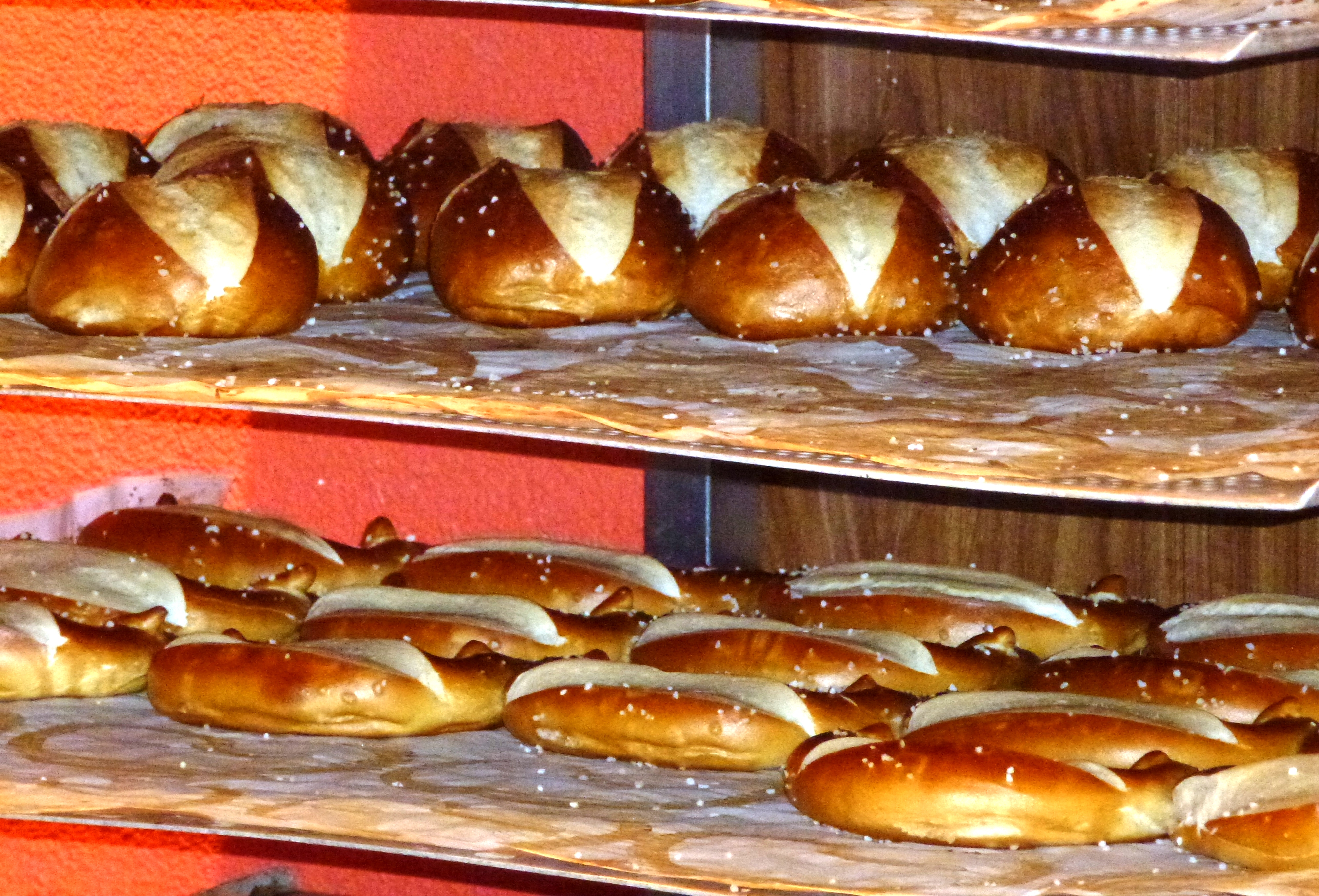
«Брецельні» булочки та брецелі

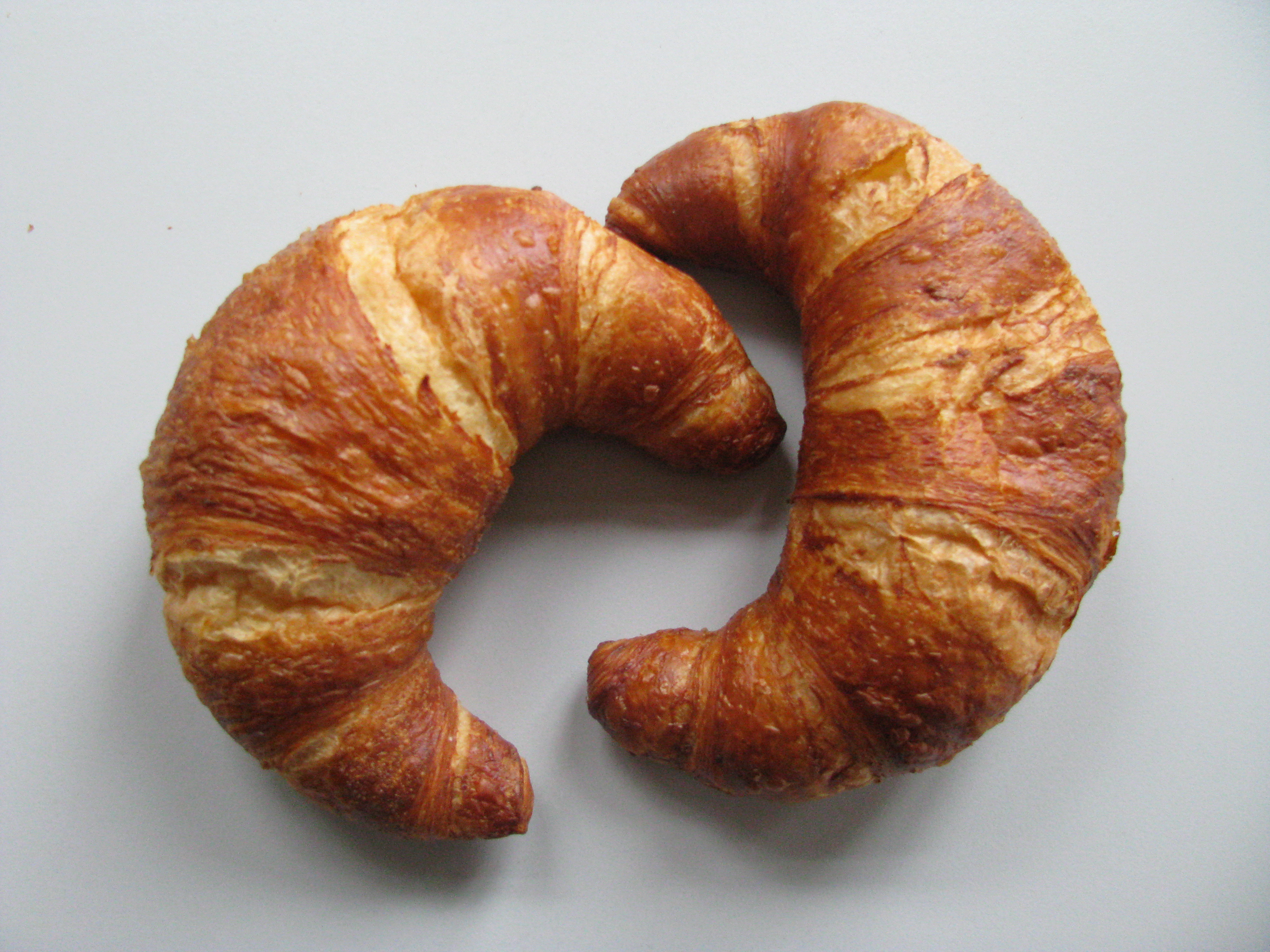
«Брецельні» круасани

Лужна випічка, содова випічка (нім. Laugengebäck) — у Південній Німеччині, Австрії та Швейцарії підвид булочного дріб'язку із характерною тонкою та блискучою скоринкою інтенсивного каштаново-коричневого кольору, що виробляється зі щільного дріжджового тіста на пшеничному борошні, яке іноді називають «брецельним» за назвою найвідомішого продукту. Окрім брецелів за технологією лужної випічки виготовляють також булочки, багети, солоні палички та навіть круасани та «цукерки» розміром з праліне, посипані маком чи кунжутом.

## Виникнення
Існує декілька легенд, що оповідають про винайдення лужної випічки. У Швабії вважають, що її випадково винайшов 1477 року урахський булочник Фрідер, чия кішка перевернула жаровню, приготовлену до відправки в піч, і всі заготовки булочок упали у відро з лугом. У баварській версії роль винахідника лужної випічки відіграє пекар Антон Непомук Пфанненбреннер, який працював у мюнхенській кав'ярні постачальника королівського двору Йозефа Айллеса. 11 лютого 1839 року він допустився невиправної хиби, покривши брецелі замість цукрової глазурі розчином каустичної соди, розведеної для очистки жаровень. Результат був приголомшливим, і того ж дня лужним брецелем уже пригощали посланця Вюртемберзького королівства Вільгельма Ойгена фон Урзінгена. Однак ця версія є вигадкою, оскільки ні пекаря, ні посланця під такими іменами не існувало, а фірма Айллеса на той момент ще не відкрилася.

## Приготування
Тістові заготовки для лужної випічки перед випіканням обробляють водним розчином лугу — гідроксиду натрію. Гідроксид натрію, також відомий як «каустична сода», зареєстрований як харчова добавка Е 524 та використовується в концентрації, що не перевищує 4 %. При зануренні в лужний розчин клейковина на поверхні тіста взаємодіє з лугом, виділяючи амінокислоти, які вступають у реакцію Маяра із цукрами. Оброблені лугом тістові заготовки не мають дотикатися безпосередньо до алюмінієвих жаровень, адже гідроксид натрію руйнує їхню захисну оксидну плівку, утворюючи алюмінат натрію. Лужну випічку не слід випікати на алюмінієвих жаровнях чи на алюмінієвій фользі, оскільки це призводить до підвищеного вмісту алюмінію в кінцевій продукції, що перевищує допустимі норми в 15 разів.